# Yxtärnen
Yxtärnen är en sjö i Askersunds kommun i Närke och ingår i Motala ströms huvudavrinningsområde. Sjöns area är 0,0025 kvadratkilometer och den befinner sig 138 meter över havet.